# 湯姆森岩
(71°27′S 66°56′W / 71.450°S 66.933°W
湯姆森岩（英語：Thomson Rock），是南極洲的冰原島峰，位於帕爾默地，處於巴格肖山以東6公里，由英國南極名稱諮詢委員會命名，以該國研究隊的地質學家命名，現時由南極條約體系管理。